# Running on Air
«Running on Air» — пісня австрійського співака Натана Трента для конкурсу  Євробачення 2017 в Києві, Україна. Була виконана у другому півфіналі Євробачення, 11 травня, та пройшла до фіналу. У фіналі, 13 травня, була виконана під номером 4, за результатами голосування отримала від телеглядачів та професійного журі 93 бали, посівши 16 місце. Для автентичності звучання пісні на українській сцені Натан Трент запросив до команди Австрії як бек-вокаліста українського співака та композитора Артема Мурача (Art Demur), який представляв пісню у півфіналі та фіналі Євробачення 2017 разом із австрійськими музикантами.

## Список композицій
| Цифрове завантаження | Цифрове завантаження | Цифрове завантаження |
| #                    | Назва                | Тривалість           |
| -------------------- | -------------------- | -------------------- |
| 1.                   | «Running on Air»     | 2:48                 |